# Каплін Юрій Петрович
Юрій Петрович Каплін (13 липня 1939, місто Спаськ-Дальній, тепер Приморського краю, Російська Федерація) — радянський і український діяч, секретар Київського обласного комітету КПУ, заступник голови Київського облвиконкому і обласної ради. Кандидат технічних наук (1972).

## Біографія
У 1961 році закінчив Саратовський державний університет, радіофізик.
Член КПРС.
У 1972 році захистив в Одеському інституті холодильної промисловості кандидатську дисертацію на тему «Розробка і дослідження електронних холодильників для аналітичного контролю в хімічній промисловості».
Працював на відповідальній роботі в промисловості.
У квітні 1981 — вересні 1984 року — завідувач відділу промисловості Київського обласного комітету КПУ.
У 1983 році закінчив Вищу партійну школу при ЦК КПУ.
У вересні 1984 — грудні 1988 року — заступник голови виконавчого комітету Київської обласної ради народних депутатів — голова обласної планової комісії.
1 грудня 1988 — 25 травня 1990 року — секретар Київського обласного комітету КПУ з питань соціально-економічного розвитку.
З квітня 1990 по 1998 рік — заступник голови Київської обласної ради народних депутатів; заступник голови Київської обласної державної адміністрації з питань законодавства.

## Нагороди
- ордени
- медалі